# Zungaro
Genre
Zungaro est un genre de poissons siluriformes ou poissons-chats d'eau douce tropicale et subtropicale de la famille des Pimelodidae.

## Liste des espèces
Selon FishBase (9 juillet 2015) :
- Zungaro jahu (Ihering, 1898)
- Zungaro zungaro (Humboldt, 1821)